# Nicky Marais
Pour les articles homonymes, voir Marais (patronyme).
Nicky Marais, née en 1962 à Rustenburg en Afrique du Sud, est une artiste namibienne qui vit et travaille à Windhoek. Personnalité de premier plan de la scène artistique namibienne, elle est à la fois peintre, plasticienne, militante et enseignante.

## Biographie
Titulaire d'un diplôme supérieur de beaux-arts obtenu au Port Elizabeth Technikon (aujourd'hui composante de l'université métropolitaine Nelson Mandela), elle s'installe à Windhoek en 1987, tient ses premières expositions personnelles en Afrique du Sud et en Namibie, s'engage dans la vie culturelle et associative et intègre le comité de rédaction de la revue féministe Sister Namibia.
En 2006 elle fonde le collectif VA-N (Visual Artists Namibia).
En 2012 elle devient directrice du département Arts visuels et stylisme au Collège des Arts de Windhoek (en). Commissaire de nombreuses expositions dans le pays, elle tient aussi de multiples expositions personnelles en Namibie, en Afrique du Sud et en Autriche.

## Œuvre
Elle a d'abord travaillé les rapports abstraits entre formes et couleurs en puisant son inspiration dans le paysage namibien – en particulier les peintures rupestres du désert du Namib – et l'histoire sociopolitique de la Namibie.
Quoique dans la continuité, ses travaux plus récents juxtaposent pochoirs et collages, visant une installation dynamique de ses peintures et d'objets qu'elle a trouvés, comme lors de son exposition Presence in Absence à la National Art Gallery of Namibia (en) (NAGN) en 2017, dans laquelle elle a davantage recours aux symboles.